# Live at the Village Vanguard (Geri-Allen-Album)
Live at the Village Vanguard  ist ein Jazzalbum von Geri Allen, Charlie Haden und Paul Motian. Die am 21. und 22. Dezember 1990 im New Yorker Jazzclub Village Vanguard  entstandenen Aufnahmen erschienen 1991 auf DIW Records.

## Hintergrund
Live at the Village Vanguard  war bei seinem Erscheinen 1991 das erste Live-Album des zwischen Herbst 1987 und Herbst 1991 bestehenden Trios, das nach drei Studioalben veröffentlicht wurde; 1997 veröffentlichte Verve Records noch einen (bereits 1989 erfolgten) Mitschnitt des Trios vom Festival International de Jazz de Montréal unter dem Namen Hadens (The Montréal Tapes: with Geri Allen and Paul Motian).

## Titelliste
- Geri Allen, Charlie Haden, Paul Motian: Live at the Village Vanguard (DIW-847)[1]

1. A Prayer for Peace (Geri Allen) 6:32
2. Obtuse Angles (Geri Allen) 6:07
3. It Should Have Happened a Long Time Ago (Paul Motian) 7:11
4. For Turiya (Charlie Haden) 1:01
5. Fiasco (Paul Motian) 8:23
6. In the Year of the Dragon (Paul Motian) 7:41
7. Vanguard Blues (Charlie Haden) 7:43
8. Mumbo Jumbo (Paul Motian) 9:28
9. Song for the Whales (Charlie Haden) 7:59

## Rezeption
Don Snowden verlieh dem Album in Allmusic vier Sterne und bedauerte, dass dieses Trio nicht länger zusammengearbeitet hat – die fein geschliffene Rhythmus-Veteranen-Duo von Charlie Haden und Paul Motian seien eine himmlische Ergänzung für Geri Allen, die stilistisch vielseitigste und kreativste Pianistin ihrer Generation. Allerdings sei Live at the Village Vanguard möglicherweise nicht der beste Ausgangspunkt, um die Interaktion dieses kreativ ausgewogenen Trios zu erleben. Die Kompositionen, in die sich alle drei teilen, vermieden <weitgehend> Wiederholungen zu den Studio-Veröffentlichungen – man dürfe jedoch kein Feuerwerk erwarten. Die Eröffnung „Prayer for Peace“ sei so zurückhaltend und launisch, wie der Titel vermuten lasse, und „Obtuse Angles“ scheint hauptsächlich dazu gedacht zu sein, Rahmenbedingungen für kurze individuelle Ausbrüche zu schaffen. Live at the Village Vanguard sei zwar musikalisch ein gutes Album, resümiert der Ator, aber hier gebe es nicht viel Sprungkraft – es sei launisch und sehr bluesig in der Anmutung, wenn nicht in der tatsächlichen Form, manchmal wirke es fast wie Kammer-Jazz. Es waren die emotionalen und musikalischen Momente, die diese drei Meistermusiker an diesen beiden Dezemberabenden einfingen.
Richard Cook und Brian Morton verliehen dem Album vier Sterne und schrieben in 2003 in der sechsten Auflage des Penguin Guide to Jazz, Geri Allens Herangehensweise an den Bebop sei originell genug, um den Tag zu überstehen, mit sardonischem Humor und einem großartigen Sinn für Spaß. Auf dem Live-Album sei sie besser aufgenommen als ihre Partner.